# Bahía Fortuna
Bahía Fortuna (en inglés: Fortuna Bay) es una bahía de 5 km (3 millas) de largo y 1,6 km (1 milla) de ancho, ubicada entre el Cabo Óptimo y la Punta Robertson, en cercanías de la estación ballenera de puerto Leith y del Pico Atherton en la costa norte-central de la isla San Pedro.
Dicha isla forma parte del archipiélago de las Georgias del Sur, considerado por la Organización de las Naciones Unidas (ONU) como un territorio en litigio de soberanía entre el Reino Unido —que lo administra como parte de un territorio británico de ultramar— y la República Argentina, que reclama su devolución, y lo incluye en el departamento Islas del Atlántico Sur de la provincia de Tierra del Fuego, Antártida e Islas del Atlántico Sur.
El nombre recuerda al ballenero Fortuna, uno de los buques argentinos que participó en el establecimiento de la primera estación ballenera permanente en Grytviken, isla San Pedro, en 1904/05. 
Por su nombre similar, no debe confundirse con la bahía Nueva Fortuna (o puerto Nueva Fortuna) de la misma isla San Pedro, que se encuentra a 35 km (22 millas) al sureste.